# Назимов, Николай Николаевич (младший)
Николай Николаевич Назимов (12 [24] марта 1822 — 21 апреля [3 мая] 1867) — российский контр-адмирал, исследователь Тихого океана, публицист.

## Происхождение
Родился 12 (24) марта 1822 года в семье Николая Николаевича (1794—1854) и Анастасии Аркадьевны Назимовых. Братья: Павел (1829—1902) — адмирал; Александр (1836—1871) — капитан-лейтенант; Константин (1838—1904) — вице-адмирал.

## Послужной список
- В 1830 г. поступил кадетом в Морскую роту Александровского корпуса.
- В 1834 г. переведен в Морской Корпус с тем же званием.
- В 1839—1840 гг. крейсировал на фрегате «Паллада» и корабле «Императрица Александра» в Балтийском море.
- В 1841 г. окончил Морской корпус и произведен в мичмана; на фрегате «Аврора» плавал с Его Высочеством генерал-адмиралом от Кронштадта до голландского порта Гельдера.
- В 1842 г. на том же фрегате крейсировал в Балтийском море.
- В 1843 г. ходил на пароходе «Усердный» по портам Финского залива.
- В 1844—1845 гг. крейсировал на бриге «Улисс» (под командою Его Высочества Великого Князя Константина Николаевича) у Красной Горки и был в кампании на Кронштадтском рейде.
- В 1845—1846 гг. произведен в лейтенанты и награждён орденом Св. Анны 3-й степени.
- В 1847 г. плавал на фрегате «Паллада» от Кронштадта до Гревзенда. 26 ноября переведён в Гвардейский экипаж.
- В 1848 г. на том же фрегате (под командою Его Высочества Великого Князя Константина Николаевича) плавал к берегам Швеции и Дании, до Стокгольма и Копенгагена.
- В 1849 г. по случаю венгерской кампании находился в сухопутном походе с Гвардией к Западным пределам империи, от Санкт-Петербурга до Белостока.
- В 1850 г. командирован в Николаев, затем на пароходе «Тамань» прибыл из Николаева в Одессу, а в октябре на корвете «Андромаха» перешел к абхазским Бергам. Затем крейсировал на фрегате «Кагул» и затем возвратился в Кронштадт.
- В 1851 г. на корабле «Бородино» крейсировал в Балтийском море, затем на корвете «Оливуца» вышел из Кронштадта в плавание к берегам Сибири. 12 декабря того же года произведен в капитан-лейтенанты.
- В 1853 г. — командир корвета «Оливуца», участвовал в японской экспедиции Генерал-адъютанта Путятина, за что был награждён орденом Св. Анны 2-й степени. После чего перешел от берегов Японии в Петропавловский порт.
- В 1854—1855 гг. — командир корвета «Оливуца», перешел из Петропавловска в залив Де-Кастри, затем вошёл в р.Амур. 14 декабря 1855 г. назначен командиром 47-го флотского экипажа. Награждён орденом Св. Владимира 4-й степени «За усердие и рвение, оказанные при возведении укреплений в Петропавловске, снятия оных по случаю упразднения порта, снаряжения и вооружения судов для перевозки казенного и частного имуществ на устье р. Амура, по должности командира 47-го флотского экипажа».
- 28 июля 1856 г. назначен исправляющим должность капитаном над Петропавловским портом. 8 октября того же года переведен в 27-й флотский экипаж.
- 18 марта 1857 года — командир 27-го (Сибирского) флотского экипажа[1] в Николаевске капитан-лейтенант Н. Н. Назимов получил перевод в Россию.
- В 1857—1860 гг. находился при Петербургском порте.
- 13 сентября 1857 г. произведен в капитаны 2-го ранга.
- В 1857—1858 гг. Николай Николаевич был автором нескольких статей в «Морском Сборнике».
- В 1859 г. назначен командиром винтового фрегата «Ослябя».
- 17 октября 1860 г. произведен в капитаны 1-го ранга.
- В 1861—1862 гг. крейсировал на фрегате «Ослябя», перешёл из Керчи в Средиземное море и плавал у берегов Сирии, затем в эскадре контр-адмирала Лессовского плавал к берегам Северной Америки и возвратился в Кронштадт.
- В 1863 г. пожалован португальским орденом Христа.
- В 1864 г. награждён орденом Св. Анны 2 степени с императорскою короною.
- В 1865 г. назначен командиром броненосной батареи «Кремль».
- 17 января 1866 г. произведен в контр-адмиралы и уволен в отставку по болезни.
- 21 апреля (3 мая) 1867 года Н. Н. Назимов скончался на 46 году жизни и был похоронен в Петербурге на Волковском православном кладбище.

## Награды
- Орден Святой Анны 3-й степени (1846)
- Орден Святой Анны 2-й степени (1853)
- Орден Святого Владимира 4-й степени (1855)
- Орден Святой Анны 2-й степени с императорской короной (1864)

Иностранные награды:
- Португальский орден Христа (1863).

## Семья
Жена — Вера Ивановна (23.09.1825—12.05.1887).